# Edda Buding
Pour les articles homonymes, voir Buding (homonymie).
Edda Buding, née le 13 novembre 1936 à Lovrin (Roumanie) et morte le 15 juillet 2014, est une joueuse de tennis allemande (ex-RFA) des années 1960.
Elle a notamment été finaliste en double dames aux Internationaux des États-Unis en 1961, associée à Yola Ramírez.

## Palmarès (partiel)

### Titres en simple dames
| No | Date       | Nom et lieu du tournoi                 | Catégorie | Surface      | Finaliste          | Score    |          |
| -- | ---------- | -------------------------------------- | --------- | ------------ | ------------------ | -------- | -------- |
| 1  | 25-04-1960 | Trophée Raquette d'Or, Aix-en-Provence |           | Terre (ext.) | Ruia Morrison      | 6-4, 8-6 | Parcours |
| 2  | 06-07-1963 | Swedish International, Båstad          |           | Terre (ext.) | Maria-Teresa Riedl | 6-1, 7-5 |          |

### Finales en simple dames
| No | Date       | Nom et lieu du tournoi                                  | Catégorie | Surface      | Vainqueure          | Score           |          |
| -- | ---------- | ------------------------------------------------------- | --------- | ------------ | ------------------- | --------------- | -------- |
| 1  | 31-07-1961 | Philadelphia District Grass Court Champ's, Philadelphie |           | Gazon (ext.) | Billie Jean Moffitt | 6-3, 6-4        | Parcours |
| 2  | 07-08-1961 | Eastern Grass Court Championships, South Orange         |           | Gazon (ext.) | Karen Hantze        | 6-2, 6-4        | Parcours |
| 3  | 15-08-1961 | Essex County Club Invitational, Manchester              |           | Gazon (ext.) | Darlene Hard        | 6-4, 6-2        | Parcours |
| 4  | 31-05-1965 | Swiss Championships, Lugano                             |           | Terre (ext.) | Norma Baylon        | 6-1, 10-12, 5-5 | Parcours |
| 5  | 19-06-1965 | Dutch Championships, Hilversum                          |           | Terre (ext.) | Françoise Dürr      | 9-11, 7-5, 6-4  | Parcours |
| 6  | 02-08-1965 | German Championships, Hambourg                          |           | Terre (ext.) | Margaret Smith      | 6-2, 6-3        | Parcours |
| 7  | 04-07-1966 | Düsseldorf Tournament, Düsseldorf                       |           | Terre (ext.) | Helga Schultze      | 7-5, 4-6, 6-1   | Parcours |

### Titres en double dames
| No | Date       | Nom et lieu du tournoi            | Catégorie     | Surface      | Partenaire         | Finalistes                        | Score    |          |
| -- | ---------- | --------------------------------- | ------------- | ------------ | ------------------ | --------------------------------- | -------- | -------- |
| 1  | 06-07-1963 | Swedish International Båstad      |               | Terre (ext.) | Maria-Teresa Riedl | Katarina Bartholdson Gudrun Rosin | 6-3, 6-1 |          |
| 2  | 14-10-1968 | Jeux olympiques d'été Guadalajara | J. olympiques | Terre (ext.) | Helga Masthoff     | Rosie Darmon · Julie Heldman      | 6-3, 6-4 | Parcours |

### Finales en double dames
| No | Date       | Nom et lieu du tournoi                                 | Catégorie | Surface      | Vainqueures                            | Partenaire       | Score         |          |
| -- | ---------- | ------------------------------------------------------ | --------- | ------------ | -------------------------------------- | ---------------- | ------------- | -------- |
| 1  | 25-04-1960 | Trophée Raquette d'Or Aix-en-Provence                  |           | Terre (ext.) | Marie-Odile Bouchet Jacqueline Morales | Ruia Morrison    | 6-3, 6-4      | Parcours |
| 2  | 31-07-1961 | Philadelphia District Grass Court Champ's Philadelphie |           | Gazon (ext.) | Carole Caldwell Billie Jean Moffitt    | Belmar Gunderson | 6-2, 6-3      | Parcours |
| 3  | 01-09-1961 | US National Championships Forest Hills                 | G. Chelem | Gazon (ext.) | Darlene Hard Lesley Turner             | Yola Ramírez     | 6-4, 5-7, 6-0 | Parcours |
| 4  | 25-09-1961 | Pacific Coast Championships Berkeley                   |           | Dur (ext.)   | Darlene Hard Ann Haydon                | Deidre Catt      | 6-3, 6-2      | Parcours |
| 5  | 15-04-1968 | Trophée Raquette d'Or Aix-en-Provence                  |           | Terre (ext.) | Marilyn Aschner Gail Sherriff          | Rosie Darmon     | 8-6, 6-3      | Parcours |
| 6  | 04-08-1969 | West German Open Championships Hambourg                |           | Terre (ext.) | Helga Masthoff Judy Tegart             | Helga Schultze   | 6-1, 6-4      | Parcours |

### Finales en double mixte
| No | Date       | Nom et lieu du tournoi         | Catégorie | Surface      | Vainqueures                 | Partenaire  | Score     |          |
| -- | ---------- | ------------------------------ | --------- | ------------ | --------------------------- | ----------- | --------- | -------- |
| 1  | 20-05-1957 | Internationaux de France Paris | G. Chelem | Terre (ext.) | Věra Pužejová Jiří Javorský | Luis Ayala  | 6-3, 6-3  | Parcours |
| 2  | 26-06-1961 | The Championships Wimbledon    | G. Chelem | Gazon (ext.) | Lesley Turner Fred Stolle   | Robert Howe | 11-9, 6-2 | Parcours |

## Parcours en Grand Chelem (partiel)

### En simple dames
| Année | Championnat d'Australie Open d'Australie | Championnat d'Australie Open d'Australie | Internationaux de France | Internationaux de France | Wimbledon       | Wimbledon        | US National US Open | US National US Open |
| ----- | ---------------------------------------- | ---------------------------------------- | ------------------------ | ------------------------ | --------------- | ---------------- | ------------------- | ------------------- |
| 1954  | -                                        | -                                        | 2e tour (1/16)           | J. Amouretti             | 3e tour (1/16)  | Maureen Connolly | -                   | -                   |
| 1956  | -                                        | -                                        | 1/4 de finale            | Angela Buxton            | 1er tour (1/64) | Althea Gibson    | -                   | -                   |
| 1957  | -                                        | -                                        | 3e tour (1/8)            | Věra Pužejová            | 4e tour (1/8)   | Darlene Hard     | -                   | -                   |
| 1958  | -                                        | -                                        | -                        | -                        | 3e tour (1/16)  | Angela Mortimer  | -                   | -                   |
| 1959  | -                                        | -                                        | 2e tour (1/16)           | Mary Carter              | 1/4 de finale   | Maria Bueno      | -                   | -                   |
| 1960  | -                                        | -                                        | 3e tour (1/8)            | Yola Ramírez             | 3e tour (1/16)  | Margot Dittmeyer | -                   | -                   |
| 1961  | -                                        | -                                        | 1/2 finale               | Yola Ramírez             | 3e tour (1/16)  | Margaret Hunt    | 2e tour (1/16)      | Yola Ramírez        |
| 1962  | -                                        | -                                        | 1/4 de finale            | Margaret Smith           | 2e tour (1/32)  | Maria Bueno      | -                   | -                   |
| 1963  | -                                        | -                                        | -                        | -                        | 3e tour (1/16)  | Lesley Turner    | -                   | -                   |
| 1965  | -                                        | -                                        | 4e tour (1/8)            | Lesley Turner            | 1er tour (1/64) | Nell Truman      | -                   | -                   |
| 1966  | -                                        | -                                        | 4e tour (1/8)            | Julie Heldman            | 4e tour (1/8)   | Margaret Smith   | -                   | -                   |
| 1967  | -                                        | -                                        | 2e tour (1/32)           | Fay Toyne                | 3e tour (1/16)  | Kathleen Harter  | -                   | -                   |
| 1968  | -                                        | -                                        | 4e tour (1/8)            | Ann Haydon-Jones         | 4e tour (1/8)   | Margaret Smith   | -                   | -                   |
| 1971  | -                                        | -                                        | -                        | -                        | -               | -                | 1er tour (1/32)     | Chris Evert         |

À droite du résultat, l’ultime adversaire.

### En double dames
| Année | Championnat d'Australie Open d'Australie | Championnat d'Australie Open d'Australie | Internationaux de France    | Internationaux de France   | Wimbledon                     | Wimbledon                  | US National US Open         | US National US Open        |
| ----- | ---------------------------------------- | ---------------------------------------- | --------------------------- | -------------------------- | ----------------------------- | -------------------------- | --------------------------- | -------------------------- |
| 1954  | -                                        | -                                        | 2e tour (1/8) Totta Zehden  | de Chambure C. Monnot      | 2e tour (1/16) M. Ramirez     | H. MacFarlane Mollie Welsh | -                           | -                          |
| 1956  | -                                        | -                                        | -                           | -                          | 2e tour (1/16) Ilse Buding    | Fay Muller Daphne Seeney   | -                           | -                          |
| 1957  | -                                        | -                                        | -                           | -                          | 1er tour (1/32) Ilse Buding   | Yola Ramírez Rosie Reyes   | -                           | -                          |
| 1958  | -                                        | -                                        | -                           | -                          | 1/4 de finale Ilse Buding     | M. Osborne M. Varner       | -                           | -                          |
| 1959  | -                                        | -                                        | 1/4 de finale G. Bucaille   | Fay Muller Mary Carter     | 1/4 de finale Ilse Buding     | Yola Ramírez Rosie Reyes   | -                           | -                          |
| 1960  | -                                        | -                                        | -                           | -                          | 1/4 de finale Věra Pužejová   | Maria Bueno Darlene Hard   | -                           | -                          |
| 1961  | -                                        | -                                        | 1/4 de finale C. Truman     | Jan Lehane Lesley Turner   | 1er tour (1/32) H. Schultze   | Rosie Darmon Yola Ramírez  | Finale Yola Ramírez         | Darlene Hard Lesley Turner |
| 1962  | -                                        | -                                        | 2e tour (1/16) H. Schultze  | L. Cawthorn F. McLennan    | 1/4 de finale A. Mortimer     | J. Bricka M. Smith         | -                           | -                          |
| 1963  | -                                        | -                                        | -                           | -                          | 1er tour (1/32) H. Schultze   | A. Dmitrieva Judy Tegart   | -                           | -                          |
| 1965  | -                                        | -                                        | 1/2 finale A. Van Zyl       | M. Smith Lesley Turner     | 1/2 finale H. Schultze        | F. Dürr J. Lieffrig        | -                           | -                          |
| 1966  | -                                        | -                                        | 1/4 de finale H. Schultze   | M. Smith Judy Tegart       | 1er tour (1/32) H. Schultze   | Ann Haydon Virginia Wade   | -                           | -                          |
| 1967  | -                                        | -                                        | 3e tour (1/8) H. Schultze   | Esme Emanuel Maryna Godwin | 3e tour (1/8) T. Groenman     | Ann Haydon Virginia Wade   | -                           | -                          |
| 1968  | -                                        | -                                        | 2e tour (1/8) Ilse Buding   | Julie Heldman Fay Toyne    | 3e tour (1/8) H. Schultze     | M. Smith Virginia Wade     | -                           | -                          |
| 1970  | -                                        | -                                        | 2e tour (1/16) Nicole Bimes | I. Löfdahl C. Sandberg     | -                             | -                          | -                           | -                          |
| 1971  | -                                        | -                                        | -                           | -                          | 2e tour (1/16) Kalogeropoulos | A. M. Arias R. Giscafré    | 2e tour (1/8) Farel Footman | Rosie Casals Judy Tegart   |

Sous le résultat, la partenaire ; à droite, l’ultime équipe adverse.

### En double mixte
| Année | Championnat d'Australie Open d'Australie | Championnat d'Australie Open d'Australie | Internationaux de France     | Internationaux de France    | Wimbledon                    | Wimbledon                   | US National US Open         | US National US Open       |
| ----- | ---------------------------------------- | ---------------------------------------- | ---------------------------- | --------------------------- | ---------------------------- | --------------------------- | --------------------------- | ------------------------- |
| 1954  | -                                        | -                                        | 1er tour (1/32) E. Soriano   | S. Schmitt Paul Jalabert    | -                            | -                           | -                           | -                         |
| 1956  | -                                        | -                                        | 1er tour (1/32) Nadin Hajjar | J. Kermina Pierre Darmon    | -                            | -                           | -                           | -                         |
| 1957  | -                                        | -                                        | Finale Luis Ayala            | Věra Pužejová Jiří Javorský | -                            | -                           | -                           | -                         |
| 1959  | -                                        | -                                        | 2e tour (1/8) L. Buding      | Fay Muller Tony Pickard     | -                            | -                           | -                           | -                         |
| 1960  | -                                        | -                                        | 2e tour (1/16) Ingo Buding   | Lucia Bassi F. Contreras    | 1er tour (1/64) Ingo Buding  | M. Gerson John Hammill      | -                           | -                         |
| 1961  | -                                        | -                                        | -                            | -                           | Finale Robert Howe           | Lesley Turner Fred Stolle   | -                           | -                         |
| 1962  | -                                        | -                                        | 3e tour (1/8) J. Grinda      | Judy Tegart Ned Neely       | 3e tour (1/16) Gene Scott    | C. Yates Michael Hann       | -                           | -                         |
| 1963  | -                                        | -                                        | -                            | -                           | 4e tour (1/8) Nikola Pilić   | Darlene Hard Bob Hewitt     | -                           | -                         |
| 1965  | -                                        | -                                        | 3e tour (1/8) Ingo Buding    | M. Smith Ken Fletcher       | -                            | -                           | -                           | -                         |
| 1966  | -                                        | -                                        | -                            | -                           | 3e tour (1/16) Marty Riessen | A. Mortimer John Barrett    | -                           | -                         |
| 1968  | -                                        | -                                        | 2e tour (1/16) Ingo Buding   | Nicole Niox C. Duxin        | 1er tour (1/64) Mike Davies  | Julie Heldman Torben Ulrich | -                           | -                         |
| 1970  | n/a                                      | n/a                                      | 1er tour (1/32) Ingo Buding  | Lesley Hunt J. Alexander    | 2e tour (1/32) Ingo Buding   | Lea Pericoli G. Mulloy      | -                           | -                         |
| 1971  | n/a                                      | n/a                                      | -                            | -                           | -                            | -                           | 1er tour (1/32) A. Pattison | Helen Gourlay Hank Irvine |

Sous le résultat, le partenaire ; à droite, l’ultime équipe adverse.

## Parcours aux Jeux olympiques

### En simple dames
| # | Date       | Nom de l'olympiade                 | Surface      | Résultat      | Ultime adversaire  | Score         |          |
| - | ---------- | ---------------------------------- | ------------ | ------------- | ------------------ | ------------- | -------- |
| 1 | 14/10/1968 | Jeux olympiques d'été, Guadalajara | Terre (ext.) | 1/4 de finale | Peaches Bartkowicz | 4-6, 6-4, 7-5 | Parcours |

### En double dames
| # | Date       | Nom de l'olympiade                | Surface      | Résultat | Partenaire     | Ultimes adversaires          | Score    |          |
| - | ---------- | --------------------------------- | ------------ | -------- | -------------- | ---------------------------- | -------- | -------- |
| 1 | 14/10/1968 | Jeux olympiques d'été Guadalajara | Terre (ext.) | Or       | Helga Masthoff | Rosie Darmon · Julie Heldman | 6-3, 6-4 | Parcours |

### En double mixte
| # | Date       | Nom de l'olympiade                | Surface      | Résultat      | Partenaire  | Ultimes adversaires            | Score         |          |
| - | ---------- | --------------------------------- | ------------ | ------------- | ----------- | ------------------------------ | ------------- | -------- |
| 1 | 14/10/1968 | Jeux olympiques d'été Guadalajara | Terre (ext.) | 1/4 de finale | Ingo Buding | Jim Osborne Peaches Bartkowicz | 6-8, 6-4, 6-3 | Parcours |

## Parcours en Coupe de la Fédération
| #                                                                              | Date       | Lieu    | Surface      | Gagnante(s)                      | Perdante(s)                    | Score          |          |
|                                                                                |            |         |              |                                  |                                |                |          |
| 1963 - 1er tour (groupe mondial) - France - Allemagne de l'Ouest - 2 : 1       |            |         |              |                                  |                                |                |          |
| 1                                                                              | 17/06/1963 | Londres | Herbe (ext.) | Edda Buding                      | Françoise Dürr                 | 6-3, 6-4       | Parcours |
| 1                                                                              | 17/06/1963 | Londres | Herbe (ext.) | Françoise Dürr Jeanine Lieffrig  | Edda Buding Renate Ostermann   | 6-3, 6-3       | Parcours |
|                                                                                |            |         |              |                                  |                                |                |          |
| 1966 - 2e tour (groupe mondial) - Argentine - Allemagne de l'Ouest - 0 : 3     |            |         |              |                                  |                                |                |          |
| 2                                                                              | 12/05/1966 | Turin   | Terre (ext.) | Edda Buding                      | Norma Baylon                   | 6-4, 6-4       | Parcours |
| 2                                                                              | 12/05/1966 | Turin   | Terre (ext.) | Edda Buding Helga Schultze       | Raquel Giscafré Graciela Moran | 6-4, 6-1       | Parcours |
|                                                                                |            |         |              |                                  |                                |                |          |
| 1966 - 1/4 de finale (groupe mondial) - Italie - Allemagne de l'Ouest - 1 : 2  |            |         |              |                                  |                                |                |          |
| 3                                                                              | 13/05/1966 | Turin   | Terre (ext.) | Edda Buding                      | Lea Pericoli                   | 4-6, 6-3, 7-5  | Parcours |
|                                                                                |            |         |              |                                  |                                |                |          |
| 1966 - 1/2 finale (groupe mondial) - Allemagne de l'Ouest - Australie - 2 : 1  |            |         |              |                                  |                                |                |          |
| 4                                                                              | 14/05/1966 | Turin   | Terre (ext.) | Edda Buding                      | Judy Tegart                    | 8-10, 6-4, 6-2 | Parcours |
| 4                                                                              | 14/05/1966 | Turin   | Terre (ext.) | Karen Krantzcke Judy Tegart      | Edda Buding Helga Schultze     | 2-6, 6-2, 6-0  | Parcours |
|                                                                                |            |         |              |                                  |                                |                |          |
| 1966 - Finale (groupe mondial) - États-Unis - Allemagne de l'Ouest - 3 : 0     |            |         |              |                                  |                                |                |          |
| 5                                                                              | 10/05/1966 | Turin   | Terre (ext.) | Billie Jean King                 | Edda Buding                    | 6-3, 3-6, 6-1  | Parcours |
| 5                                                                              | 10/05/1966 | Turin   | Terre (ext.) | Carole Caldwell Billie Jean King | Edda Buding Helga Schultze     | 6-4, 6-2       | Parcours |
|                                                                                |            |         |              |                                  |                                |                |          |
| 1967 - 2e tour (groupe mondial) - Allemagne de l'Ouest - Danemark - 3 : 0      |            |         |              |                                  |                                |                |          |
| 6                                                                              | 08/06/1967 | Berlin  | Terre (ext.) | Edda Buding Helga Schultze       | Pia Balling Lise Hahn-Evers    | 6-0, 6-1       | Parcours |
|                                                                                |            |         |              |                                  |                                |                |          |
| 1967 - 1/4 de finale (groupe mondial) - Allemagne de l'Ouest - Canada - 3 : 0  |            |         |              |                                  |                                |                |          |
| 7                                                                              | 09/06/1967 | Berlin  | Terre (ext.) | Edda Buding Helga Schultze       | Vicky Berner Faye Urban        | 6-1, 6-1       | Parcours |
|                                                                                |            |         |              |                                  |                                |                |          |
| 1967 - 1/2 finale (groupe mondial) - Allemagne de l'Ouest - États-Unis - 0 : 3 |            |         |              |                                  |                                |                |          |
| 8                                                                              | 10/06/1967 | Berlin  | Terre (ext.) | Rosie Casals Billie Jean King    | Edda Buding Helga Schultze     | 6-4, 2-6, 8-6  | Parcours |